# UB40
UB40 (с англ. — Ю-би Форти) - британская регги-группа. Стала самым популярным регги-коллективом за всю историю популярной музыки, будь то продажи дисков (более 70 миллионов экземпляров), места в чартах или гастрольный календарь. За почти сорокалетнюю карьеру им довелось выступать в переполненных концертных залах по всему миру, быть главными исполнителями на реггей-фестивале Reggae Sunsplash на Ямайке, способствовать популяризации жанра реггей в России и Южной Америке. В 2006 их альбом Who You Fighting For? был номинирован на премию Грэмми (категория «Регги»). 
Создана в 1978 году в Бирмингеме, первоначально выступала на разогреве у англо-американского коллектива The Pretenders. Их первый же альбом 1980 года стал платиновым и достиг второго места в чартах. В 1983 г. покорили американских слушателей с кавер-версией нилдаймондовского хита «Red Red Wine», а десять лет спустя на протяжении семи недель занимали первое место Billboard Hot 100 c перепевкой баллады Элвиса Пресли «(I Can’t Help) Falling in Love with You». Одним из самых известных хитов группы в Советском Союзе и России является песня «Kingston Town».
Название группы происходит от названия регистрационной формы для получения пособия по безработице — Unemployment Benefit, Form 40

## История группы

### Первые шаги
Все участники UB40 были знакомы еще со школьных времён. Брайан Трэверс купил свой первый саксофон на накопленные деньги, когда работал учеником электрика. Уволившись с работы, он вместе с Джимми Брауном, Эрлом Фолконером и Али Кэмпбеллом организовал группу. Еще не научившись играть на музыкальных инструментах, участники UB40 разъезжали по Бирмингему и расклеивали на стенах рекламные плакаты группы. Звучание UB40 было выковано и отточено во время длительных репетиций в различных помещениях Бирмингема. Первое выступление состоялось 9 февраля 1979 года в пабе «Заяц и охотничьи собаки», где отмечался день рождения их общего друга.

### Signing Off (1980)
Прорыв произошел, когда Крисси Хайнд увидела их выступление в пабе и предоставила им возможность играть на «разогреве» у своей группы The Pretenders. Первый сингл UB40 «King»/«Food for Thought» вышел на Graduate Records, местном независимом лейбле, и достиг 4-го места в соответствующем списке.
Первый альбом получил название Signing Off (имелось в виду, что участники группы были вычеркнуты из списка получающих пособие по безработице). Он был записан в маленькой квартире в Бирмингеме. Часть материала была записана в саду, поэтому — по словам Нормана Хассана — на некоторых звуковых дорожках можно услышать пение птиц.
Signing Off поступил в продажу 29 августа 1980 года и добрался до 2-го места в альбомном чарте; был сертифицирован как «платиновый» диск.
В музыкальном плане первые три альбома представляют собой звуковые ландшафты характерные для реггей- и даб-исполнителей. Стиль секции духовых инструментов намеренно приближен к звучанию «допотопных» карибских оркестров. Тексты песен перегружены агрессивной критикой социально-политической ситуации в Великобритании того времени и прямыми атаками на тэтчеризм.

### На пике популярности
После большого успеха в Великобритании UB40 добились популярности и в США, выпустив альбом кавер-версий песен других исполнителей (музыкальных идолов группы) Labour of Love в 1983 году. Этот альбом считается поворотным пунктом к более коммерческому звучанию. Тремя годами позже выступили на благотворительном концерте Heart Beat Charity Concert в Бирмингеме.
В августе 1986 вышел в свет альбом «Rat In The Kitchen», затрагивающий темы нищеты и безработицы (попал в топ-10 альбомных чартов Великобритании). Многими критиками он считается одним из лучших в дискографии этого музыкального коллектива (на Allmusic выставлено четыре с половиной звезды из пяти возможных). Композиция «Sing Our Own Song» была написана в поддержку чернокожих музыкантов ЮАР. Не стоит забывать, что в то время в этой южноафриканской стране все еще существовал режим апартеида, а премьер-министр Великобритании Маргарет Тэтчер называла Нельсона Манделу «опасным террористом». Диск был выпущен в Советском Союзе фирмой «Мелодия» по лицензии DEP International. В ноябре 1986 UB40 дали концерт в Лужниках, на котором впервые в СССР разрешили зрителям танцевать, правда на местах согласно купленным билетам. Также, по словам Георгия Гурьянова, участника группы "Кино", после посещения концерта группы в Ленинграде, Виктор Цой написал песню "Бошетунмай", отчасти исполненную в регги-стиле.
В 1987 году Рэй «Пабло» Фолконер, продюсер UB40, погиб в автомобильной катастрофе. Эрл Фолконер был приговорен к шести месяцам заключения, так как находился за рулём автомобиля, врезавшегося в стену фабрики в Бирмингеме.

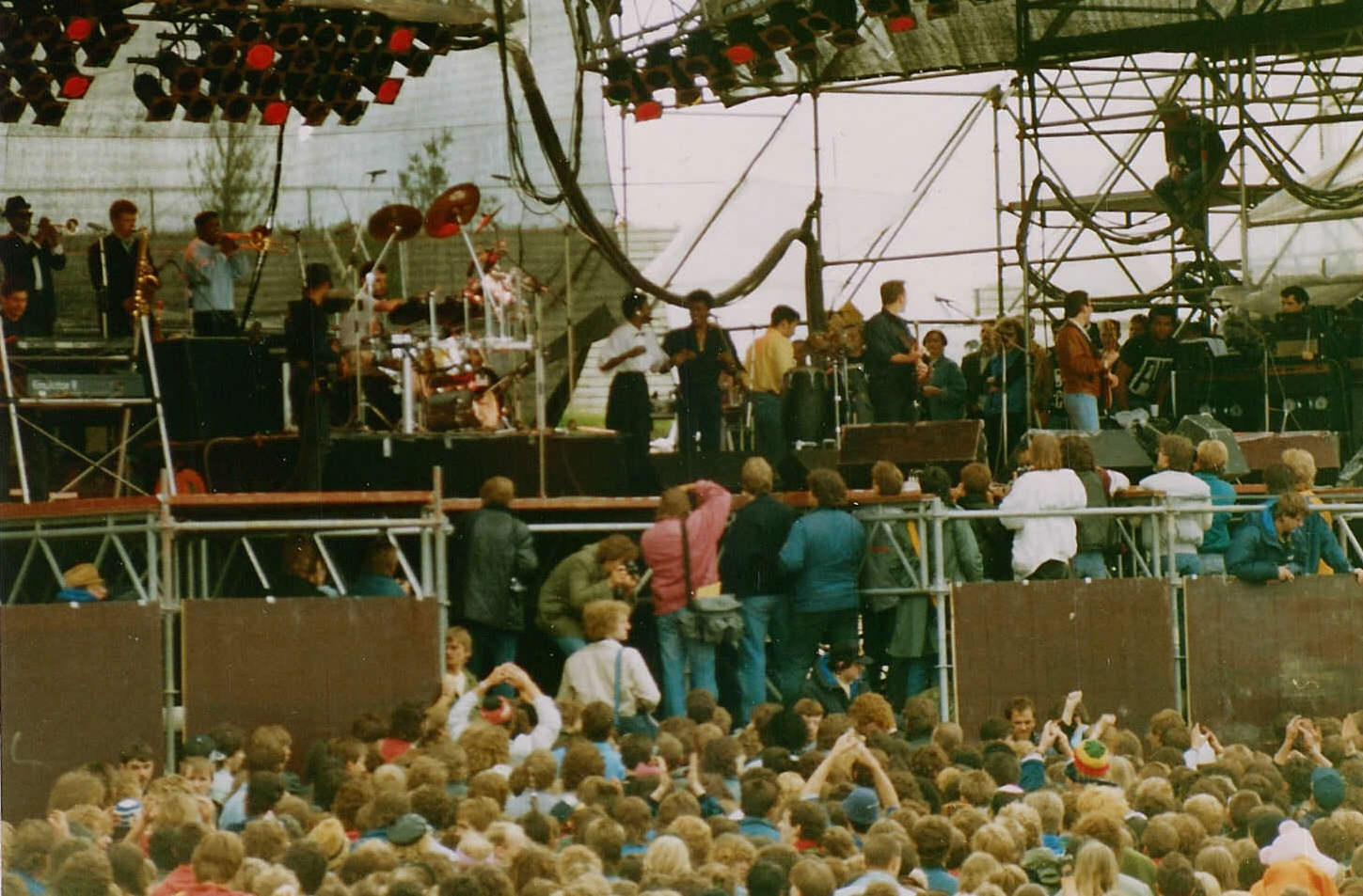
UB40. Rock am Ring 1987, ФРГ.

В 1988 UB40 совершили продолжительный мировой тур, выступив в Австралии,Японии и Южной Америке. В июле того же года — вместе с другими наиболее популярными исполнителями на тот момент — приняли участие в концерте Free Nelson Mandela («Свободу Нельсону Манделе») на стадионе Уэмбли в Лондоне. Это музыкальное событие смотрели миллионы телезрителей во многих странах мира (в том числе и в Советском Союзе) в прямом эфире. После этого интерес к группе с новой силой стали проявлять любители музыки и в США:альбом Labour of Love II(1989) вошел в Billboard’s Top 20 и дал несколько хитов («Kingston Town», «Here I Am (Come And Take Me)», «Homely Girl», «The Way You Do The Things You Do»).
В начале 90-х годов UB40 сделали совместную работу «I’ll Be Your Baby Tonight» с Робертом Палмером.
К 1994,после выхода успешного диска Promises and Lies (1993), UB40 сбавили гастрольные обороты (перед этим они выступили в Южной Африке: в общей сложности 250 000 человек побывало там на их концертах).
Последовавшая творческая пауза была заполнена работой музыкантов над собственными проектами: Али Кемпбелл записал сольный альбом Big Love на Ямайке, а также вместе со своим братом Робином участвовал в записи хита «Baby Come Back» Пэто Бентона. Эрл Фолконер занялся продюсерской деятельностью.

### 2000-е

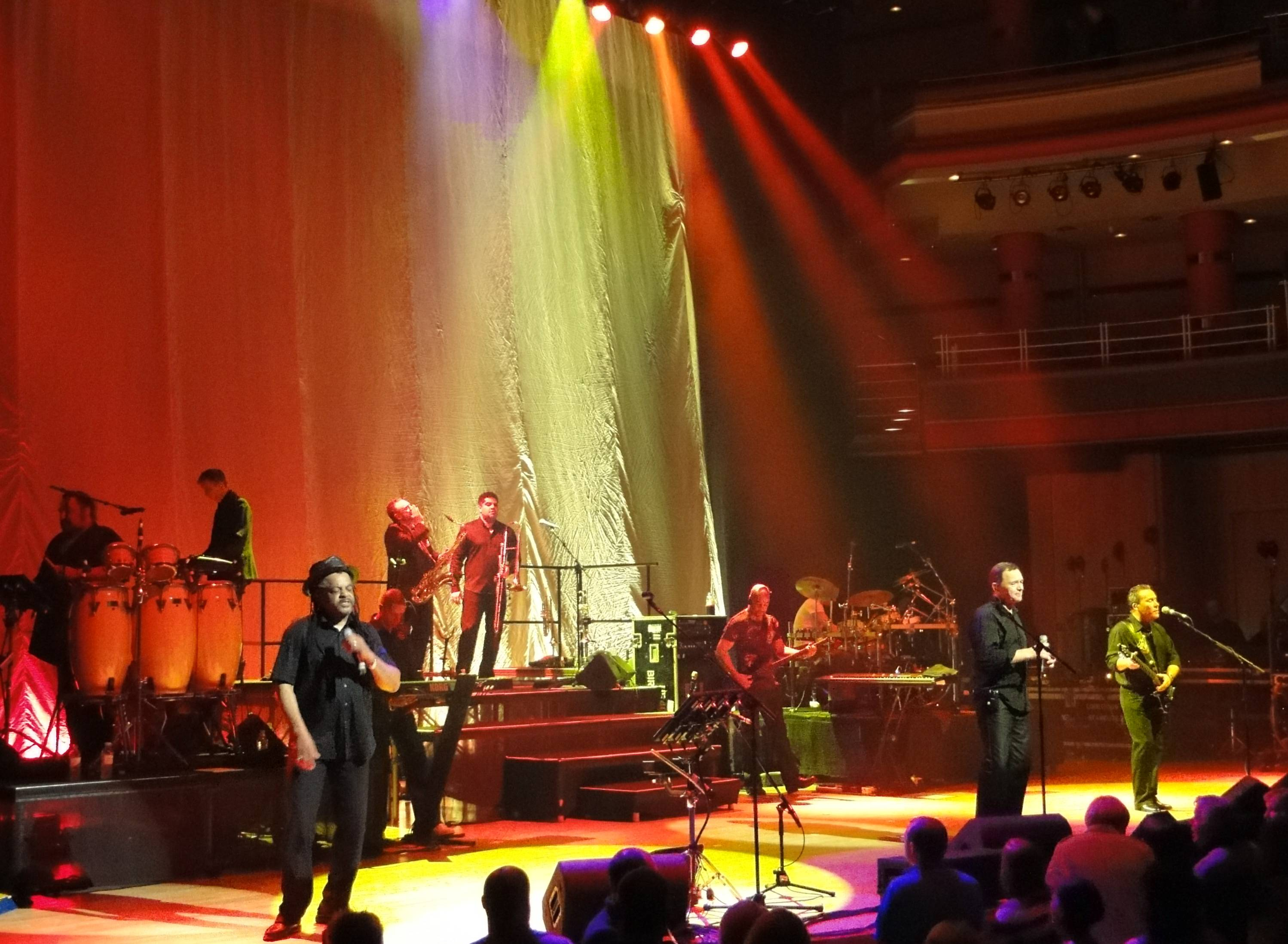
UB40 в 2010

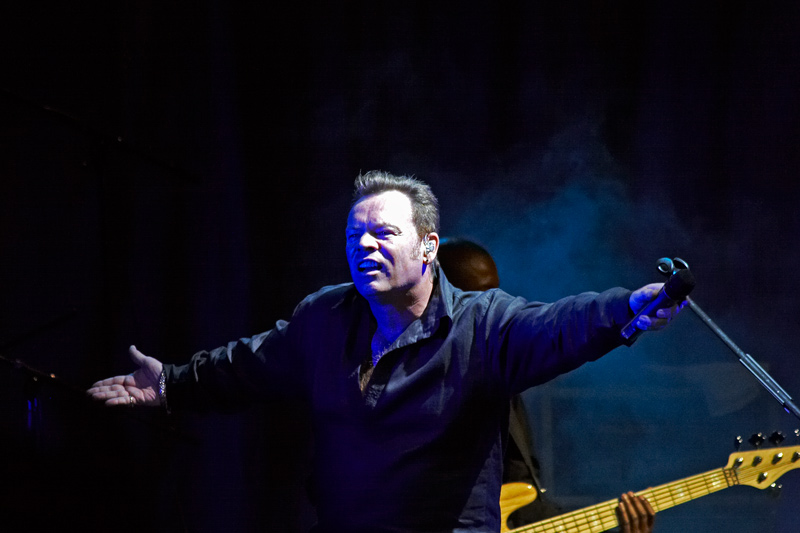
Али Кэмпбелл

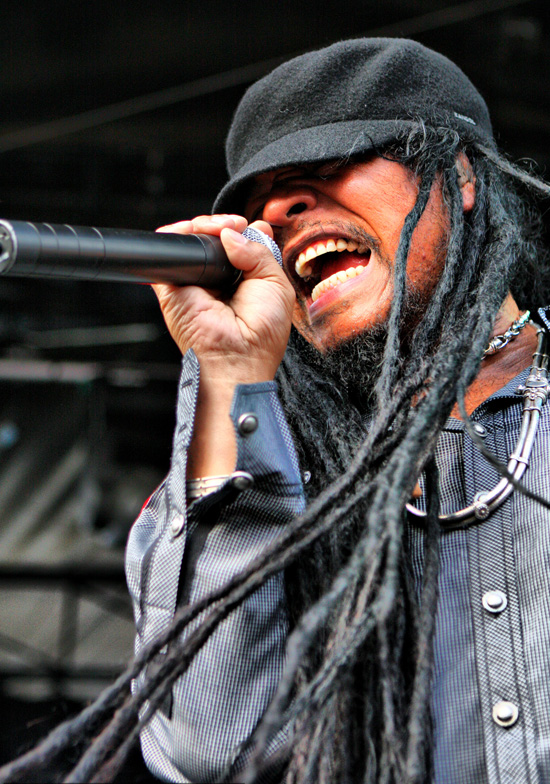
Макси Прист, 2011 г.

В 2002 фирма Virgin Records выпустила сборник лучших вещей Young Gifted & Black с пояснительной статьёй Робина Кэмпбелла. Следующий студийный альбом Homegrown(2003) содержал песню «Swing Low», использованную как официальную тему Кубка мира по регби в том же году. Диск 2005 года Who You Fighting For? был номинирован на премию Грэмми как реггей-альбом в 2006.
Отличается большей политизированностью в духе 80-х. Выпущен фирмой Rhino Records в США.
В 2007 UB40 выступили в качестве главной группы на Live Earth concert, который проходил недалеко от Йоханнесбурга.
24 января 2008 было объявлено в средствах массовой информации, что Али Кэмпбелл уходит из группы, после 30 лет работы. В начале было сказано, что он хочет сосредоточиться на сольной работе; однако позже певец заявил, что уходит из-за разногласий с менеджментом и финансовых проблем. Остальные пятеро участников UB40 прокомментировали это решение: «Али свою сольную карьеру посчитал для себя более важной, чем продолжение работы в коллективе. Все очень просто.»
 В некоторых бирмингемских газетах также сообщалось, что Макси Прист станет новым основным вокалистом группы и запишет кавер-версию песни Боба Марли «I Shot the Sheriff». Статьи основывались на информации из источников «близких к группе». Прист присоединился к UB40 во время их тура в 2007, который завершался в Бирмингеме в декабре (билеты были полностью раскуплены).Другие местные газеты сообщали, что Макси Прист станет новым фронтменом UB40, однако заявление пресс-секретаря группы опровергло эти утверждения. В нем говорилось: «Макси сотрудничает с музыкантами UB40, но никакого решения по замене им Али Кэмпбелла не принято. Сообщения не совсем точны — просто он приглашен для записи нескольких песен.»
В апреле 2008 по BBC сообщили, что в коллектив приходит Дункан Кэмпбелл, а реггей-певец Макси Прист также остается для уплотнения состава на время гастролей. Примерно в это же время выходит новый альбом TwentyFourSeven ,записанный еще привычным (с Али Кэмпбеллом) составом .Диск вышел в виде бесплатного приложения к газете The Mail on Sunday 4 мая 2008,распроданной в количестве около 300000 экземпляров. Это привело к тому что в день выхода полного семнадцатидорожечного варианта альбома розничная торговля отказывалась завозить его на склады. Из-за этого диск не вошел в топ-75 Великобритании, дойдя до 84 места, в то время как все предыдущие входили в топ-50. Следующим альбомом стал сборник Love Songs(3-е место в чарте Великобритании), вышедший на EMI — коллекция песен из серии Labour of Love.
Группа совершила несколько гастрольных туров внутри страны в 2008. Затем выступила в США ,впервые в Hollywood Bowl. Во время тура по США UB40 предложили фэнам записи концерта на USB-флеш-накопителях (с пластиковыми браслетами), а также ремиксы даб-сессий и фотографии. В 2009 UB40 выпустили новый альбом из серии Labour of Love, записанный с новым вокалистом — Дунканом Кэмпбеллом.
12 июня 2010 сыграли единственный концерт во время автогонок Le Mans 24 hour race. Были исполнены следующие номера: «Red Red Wine», «Can’t Help Falling in Love» и «Kingston Town».
19 ноября 2018 года начат юбилейный тур по Великобритании.

## Состав
Текущий состав
- Джимми Браун — ударные (1978 — настоящее)
- Робин Кэмпбелл — гитара, вокал (1978 — настоящее)
- Эрл Фолконер — бас-гитара (1978 — настоящее)
- Норман Хассан — перкуссия, тромбон, вокал (1978 — настоящее)
- Дункан Кэмпбелл — вокал (2008 — настоящее)

Бывшие участники
- Али Кэмпбелл — гитара, вокал (1978—2008)
- Микки Верчью — клавишные (1978—2008)
- Астро — труба, вокал (1978—2013, умер в 2021)
- Брайн Треверс — саксофон (1978—2021, умер в 2021)

## Дискография

### Студийные альбомы
1. Tyler
2. King
3. 12 Bar
4. Burden of Shame
5. Adella
6. I Think It's Going to Rain Today
7. 25%
8. Food for Thought
9. Little by Little
10. Signing Off

1. Present Arms
2. Sardonicus
3. Don't Let It Pass You By
4. Wildcat
5. One in Ten
6. Don't Slow Down
7. Silent Witness
8. Lamb's Bread
9. Don't Walk On The Grass
10. Dr X

1. So Here I Am
2. I Won't Close My Eyes [Remix]
3. Forget the Cost
4. Love Is All Is Alright [Remix]
5. The Piper Calls the Tune
6. The Key
7. Don't Do the Crime
8. Folitician [Remix]
9. The Prisoner

1. Cherry Oh Baby
2. Keep On Moving
3. Please Don't Make Me Cry
4. Sweet Sensation
5. Johnny Too Bad
6. Red, Red Wine
7. Guilty
8. She Caught the Train
9. Version Girl
10. Many Rivers to Cross

1. Riddle Me
2. As Always You Were Wrong Again
3. If It Happens Again
4. D.U.B.
5. The Pillow
6. Nkomo-A-Go-Go
7. Seasons
8. You're Not an Army
9. I'm Not Fooled So Easily
10. Your Eyes Were Open

1. The King Step Mk.1
2. The Buzz Feeling
3. Lyric Officer Mk.2
4. Demonstrate
5. Two in a One Mk.1
6. Hold Your Position Mk.3
7. Hip Hop Lyrical Robot
8. Style Mk.4
9. Fight Fe Come in Mk.2
10. V's Version
11. Don't Break My Heart
12. I Got You Babe (with Chrissie Hynde)
13. Mi Spliff

1. All I Want to Do
2. You Could Meet Somebody
3. Tell It Like It Is
4. The Elevator
5. Watchdogs
6. Rat in Mi Kitchen
7. Looking Down at My Reflection
8. Don't Blame Me
9. Sing Our Own Song

1. Dance with the Devil
2. Come Out to Play
3. Breakfast in Bed
4. You're Always Pulling Me Down
5. I Would Do for You
6. 'Cos It Isn't True
7. Where Did I Go Wrong?
8. Contaminated Minds
9. Matter of Time
10. Music So Nice
11. Dance with the Devil (Reprise)

1. Here I Am (Come and Take Me)
2. Tears from My Eyes
3. Groovin'
4. Wear You to the Ball
5. Singer Man
6. Kingston Town
7. Baby
8. Wedding Day
9. Sweet Cherrie
10. Stick By Me
11. Just Another Girl
12. Homely Girl
13. Impossible Love

1. C'est La Vie
2. Desert Sand
3. Promises and Lies
4. Bring Me Your Cup
5. Higher Ground
6. Reggae Music
7. (I Can't Help) Falling in Love With You
8. Now and Then
9. Things Ain't Like They Used to Be
10. It's a Long Long Way
11. Sorry

1. Always There
2. Hurry Come Up
3. I Love It When You Smile
4. I've Been Missing You
5. Oracabessa Moonshine
6. Guns in the Ghetto
7. Tell Me Is It True
8. Friendly Fire
9. I Really Can't Say
10. Lisa

1. Holly Holy
2. It's My Delight
3. Come Back Darling
4. Never Let You Go
5. Soul Rebel
6. My Best Girl
7. Good Ambition
8. The Train Is Coming
9. Blood and Fire
10. Mr. Fix It
11. Stay a Little Bit Longer
12. Good Ambition
13. The Time Has Come
14. Crying Over You
15. Legalize It

1. Rudie
2. Sparkle of My Eyes
3. Really
4. The Day I Broke the Law
5. Let Me Know
6. Cover Up
7. Walk on Me Land
8. Something More Than This
9. Everytime
10. I'm on the Up
11. Look at Me
12. Since I Met You Lady (feat. Lady Saw)
13. Walked in the Rain
14. Write off the Debt

1. So Destructive
2. I Knew You
3. Drop On By
4. Someone Like Me
5. Freestyler
6. Everything Is Better Now
7. Just Be Good" (Bushman Dub)
8. Young Guns
9. Hand That Rocks The Cradle
10. Nothing Without You
11. Nothing Without You (Dub)
12. Swing Low (feat. United Colours of Sound)

1. Who You Fighting For
2. After Tonight
3. Bling Bling
4. Plenty More
5. War Poem
6. Sins of the Fathers
7. Good Situation
8. Gotta Tell Someone
9. Reasons
10. One Woman Man
11. I’ll Be on My Way
12. Kiss and Say Goodbye
13. Things You Say You Love

1. End of War
2. Lost and Found
3. Dance Until The Morning Light (with Maxi Priest ft. DJ Rapper Truth)
4. This Is How It Is
5. Rainbow Nation
6. Here We Go Again
7. I Shot the Sheriff (with Maxi Priest, Marvin Priest & DJ Beniton)
8. Oh America (extended version; with One Love & Rasta Don of Arrested Development)
9. Once Around
10. Slow Down
11. I'll Be Back
12. Instant Radical Change of Perception
13. It's All in the Game (with Duncan Campbell)
14. I’ll Be There
15. Middle Of The Night
16. Securing The Peace
17. The Road

1. Don't Want To See You Cry
2. Get Along Without You Now
3. Bring It On Home to Me
4. Cream Puff
5. Easy Snappin
6. Holiday
7. Close To Me
8. Man Next Door
9. Tracks Of My Tears
10. True, True, True
11. Boom Shacka Lacka
12. You're Gonna Need Me
13. A Love I Can Feel
14. Baby Why

1. Midnight Rider
2. Just What’s Killing Me
3. Getting Over the Storm
4. Blue Bilet Doux
5. If You Ever Have Forever in Mind
6. Crying Time
7. How Will I Get Through This
8. He'll Have to Go
9. Blue Eyes Crying in the Rain
10. I Did What I Did
11. On the Other Hand
12. Poor Man
13. I Didn’t Know

1. The Keeper
2. Broken Man (Ft. Kabaka Pyramid)
3. Gravy Train (Ft. Slinger)
4. I'm Alright Jack (Ft. Pablo Rider)
5. Moonlight Lover (Ft. Gilly G)
6. You Haven't Called
7. What Happened to UB40
8. Bulldozer
9. Poor Fool
10. All We Do Is Cry (Ft. Hunterz (British))

### Концертные альбомы
- 1983: UB40 Live
- 1987: UB40 СССР.Live in Moscow
- 1998: UB40 Present the Dancehall Album
- 2007: Live at Montreux 2002
- 2008: The Lost Tapes — Live at the Venue 1980
- 2009: lIVE 2002 Arena: 12/12/2009
- 2016: Unplugged

### Синглы
| 1980 | King / Food for Thought                                             | 4  | -  | -  |
| 1980 | My Way of Thinking / I Think It’s Going to Rain                     | 6  | -  | -  |
| 1980 | The Earth Dies Screaming / Dream a Lie                              | 10 | -  | -  |
| 1981 | Don’t Let It Pass You By / Don’t Slow Down                          | 16 | -  | -  |
| 1981 | One in Ten                                                          | 7  | -  | -  |
| 1982 | I Won’t Close My Eyes                                               | 32 | -  | -  |
| 1982 | Love Is All Is Alright                                              | 29 | -  | -  |
| 1982 | So Here I Am                                                        | 25 | -  | -  |
| 1983 | Red Red Wine                                                        | 1  | 1  | 12 |
| 1983 | Please Don’t Make Me Cry                                            | 10 | -  | 59 |
| 1983 | Many Rivers to Cross                                                | 16 | -  | -  |
| 1984 | Cherry Oh Baby                                                      | 12 | -  | -  |
| 1984 | If It Happens Again                                                 | 9  | -  | -  |
| 1985 | I Got You Babe (UB40 featuring Chrissie Hynde)                      | 1  | 28 | 15 |
| 1985 | Don’t Break My Heart                                                | 3  | -  | -  |
| 1986 | Sing Our Own Song                                                   | 5  | -  | 44 |
| 1987 | Rat in Mi Kitchen                                                   | 12 | -  | -  |
| 1987 | Watchdogs                                                           | 39 | -  | -  |
| 1987 | Maybe Tomorrow                                                      | 14 | -  | -  |
| 1987 | Reckless (Afrika Bambaataa & UB40)                                  | 17 | -  | -  |
| 1988 | Breakfast in Bed (UB40 featuring Chrissie Hynde)                    | 6  | -  | 40 |
| 1988 | Where Did I Go Wrong                                                | 26 | -  | -  |
| 1989 | Homely Girl                                                         | 6  | -  | -  |
| 1990 | Kingston Town                                                       | 4  | -  | 5  |
| 1990 | Wear You to the Ball                                                | 35 | -  | -  |
| 1990 | I’ll Be Your Baby Tonight (Robert Palmer & UB40)                    | 6  | -  | 14 |
| 1990 | Impossible Love                                                     | 47 | -  | 55 |
| 1991 | The Way You Do the Things You Do                                    | 49 | 6  | 53 |
| 1991 | Here I Am (Come Take Me)                                            | 46 | 7  | 58 |
| 1993 | Can’t Help Falling in Love                                          | 1  | 1  | 2  |
| 1993 | Higher Ground                                                       | 8  | 45 | 21 |
| 1993 | Bring Me Your Cup                                                   | 24 | -  | 52 |
| 1994 | C’est La Vie                                                        | 37 | -  | -  |
| 1994 | Reggae Music                                                        | 28 | -  | -  |
| 1995 | Until My Dying Day                                                  | 15 | -  | 88 |
| 1997 | Tell Me It Is True                                                  | 14 | -  | 89 |
| 1998 | Come Back Darling                                                   | 10 | -  | -  |
| 1998 | Holly Holy                                                          | 31 | -  | -  |
| 1999 | The Train Is Coming                                                 | 30 | -  | -  |
| 2000 | Light My Fire                                                       | 63 | -  | -  |
| 2001 | Since I Met You Lady / Sparkle of My Eyes (UB40 featuring Lady Saw) | 40 | -  | -  |
| 2002 | Cover Up                                                            | 54 | -  | -  |
| 2003 | Swing Low (UB40 / United Colours of Sound)                          | 15 | -  | -  |
| 2005 | Kiss and Say Goodbye                                                | 19 | -  | 89 |
| 2005 | Reasons (UB40 & Hunterz & Dhol Blasters)                            | 75 | -  | -  |
| 2009 | Bring It On Home To Me                                              | -  | -  | -  |
| 2010 | Get Along Without You Now                                           | -  | -  | -  |

## Любопытные факты
- Видеоклип на песню группы UB40 «Red Red Wine» отличался от всего, что было модно тогда у производителей видеороликов (красивые экзотические пейзажи, греческие богини, яхты, слоны, лимузины и т. д.). В нем был показан один день из жизни чернорабочего: погрузка металлолома на пустыре, пьянство в пивной, кража денег из кармана главного героя, засмотревшегося на красивую девушку; возвращение в тесную квартиру старшего брата (большого любителя собак) в невменяемом состоянии.[16]
- В октябре 1986 состоялся исторический[3] концерт группы в Москве. Немалую часть аудитории составляли солдаты срочной службы Советской Армии.
- В песне «Reasons» на альбоме Who You Fighting For? (2005) есть фрагменты, исполненные на языке панджаби.
- Дункан Кэмпбелл является профессиональным музыкантом-ложечником, единственным в Великобритании (по его словам).[17]
- Дункан Кэмпбелл мог бы стать вокалистом группы UB40 в 1978 году, а не в 2008; но он не пожелал, назвав только что созданную группу «дрянной» и «идущей в никуда». После этого он работал менеджером казино на Барбадосе и в кафе в Австралии.[17]
- Норман Хассан является страстным меломаном. Его музыкальные интересы простираются от реггей и соул до оперной музыки[18].
- Основные музыкальные инструменты группе удалось приобрести в 1978 году «благодаря» тому, что Али Кэмпбелл получил деньги за возмещение морального и физического ущерба, причиненного ему в результате драки в баре.[19]
- В октябре 2011 четыре участника-основателя группы UB40 Брайен Трэверс, Астро (Теренс Уилсон), Норман Хассан и Джеймс Браун из-за долгов звукозаписывающей фирмы DEP International были объявлены банкротами.[20]

## Участники группы UB40
|              |              |               |                |       |                 |
| А́ли Кэмпбелл | Эрл Фолконер | Норман Хассан | Брайен Треверс | Астро | Дункан Кэмпбелл |